# Condercum
Condercum was een Romeins fort in het oostelijk deel van de Muur van Hadrianus in de Engelse plaats Benwell, ten westen van Newcastle en ten noorden van de rivier Tyne. 
Condercum lag tussen de forten van Rudchester (Vindobala) in het westen en Newcastle in het oosten. Het fort vormde een vierhoek met afgeronde hoeken. Aan elke zijde had het fort een poort. In de 2e eeuw was hier het Cohors I Vangionum mil.eq. (een gemengd cohort met infanterie en cavalerie, op dubbele sterkte) gelegerd. In de 3e en 4e eeuw was het Ala I Asturum (cavalerie) hier gelegerd.

## Galerij

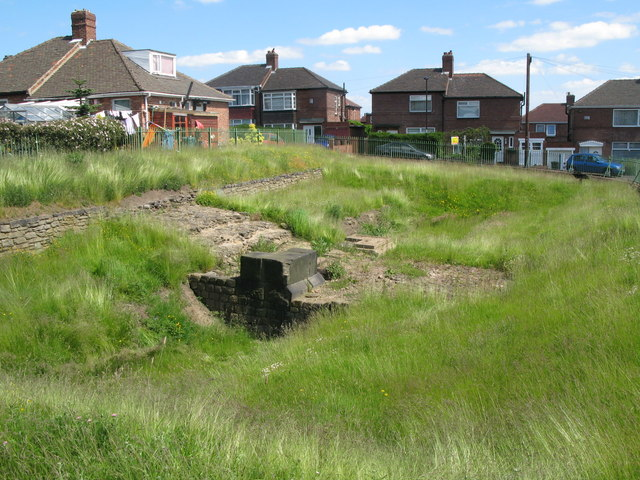
Oversteek in Benwell over het vallum, de greppel die ten zuiden van de muur liep
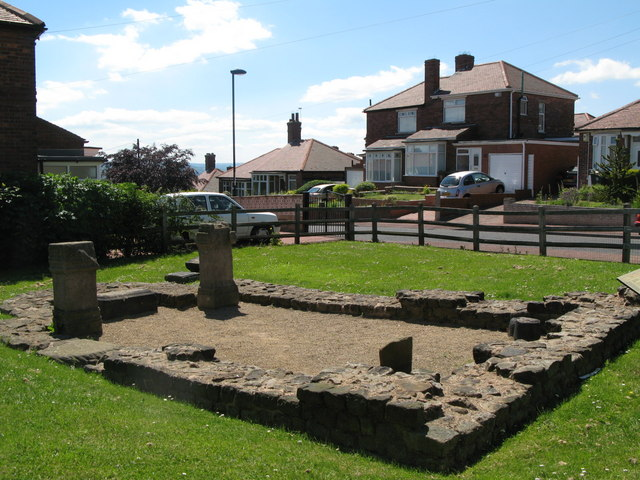
Tempel van Antenociticus, gelegen buiten het fort
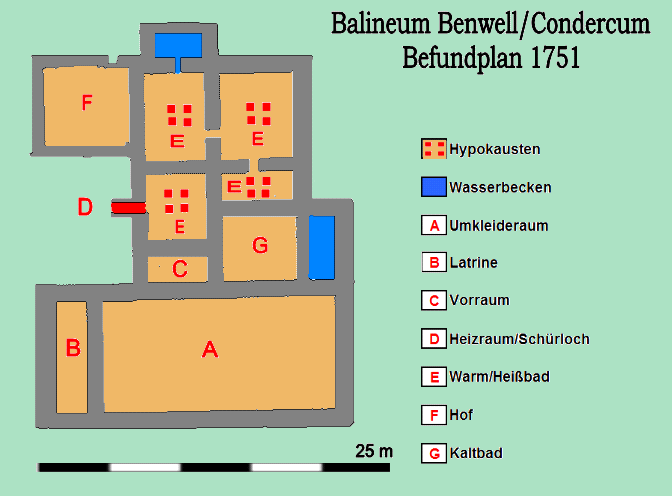
Grondplan van het badhuis, gevonden buiten het fort